# 鐵路車輛

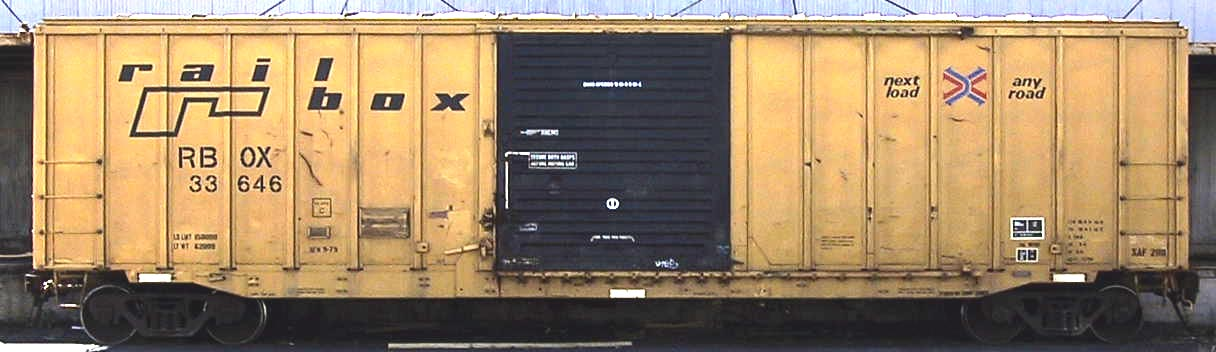
散裝貨車廂，緊急時也可載客

鐵路車輛（英文：railtruck），又稱車卡、車廂，是指除了專門提供動力的機車以外，其他各種在鐵路行走的車輛。這些車輛少部份有發動機，但是大部分都是沒有動力的。鐵路車輛連接一起成為列車或火車，由機車牽引或靠自帶的發動機行走。自帶發動機行走的列車被稱為動車組。
鐵路車輛的主要用途是載客或載貨。有些車輛是為鐵路本身的維修等原因而設。按用途，鐵路車輛一般分為客車及貨車。

## 基本特点
铁道车辆与其他车辆的最大不同点，在于这种车辆的车轮必须沿专门为它铺设的钢轨上运行。这种特殊的轮轨关系成了铁道车辆结构上最大的特征，并由此产生出许多其他的特点。
1. 自行导向：其他各种载运工具都要有操纵运行方向的机构。铁道车辆通过其特殊的轮轨结构，车轮即能沿钢轨运行而无需控制运行方向。
2. 低运行阻力：铁道车辆的运行阻力分为基础阻力和附加阻力（坡道、曲线和空气阻力）。基础阻力来自车轴与轴承以及踏面与轨面的摩擦阻力。这些结构都是含碳量偏高的钢材，轮轨接触处的变形较小（即滚动因数较小的几乎完全是滾動阻力），而且铁道线路的结构状态也尽量使其运行阻力减小，故铁道车辆运行中的摩擦阻力较小。人可以沿钢轨推动数吨重的转向架。
3. 成列运行：由于以上两个特点决定它可以连挂成列车。为了适应这一特点，铁道车辆之间需设连接、缓冲装置；且由于列车的惯性很大，每辆车均需设制动装置。
4. 严格的外形尺寸限制：铁道车辆只能在铁道线路上运行，无法像其他车辆那样主动避让靠近它的物体，为此要制定限界，严格限制车辆的外形尺寸以确保安全。

## 组成
铁道车辆均可以概括为由以下五个基本部分组成：
1. 车体：车体结构依车辆种类不同而异。如平车只有底架，部分罐车只有罐体和装卸管路，敞车只有底架、侧墙和端墙。大部分车辆的车体兼有底架、侧墙、端墙和车顶。现代的车体以钢结构和轻金属结构（铝合金）为主。
2. 走行部：大部分铁道车辆的走行部是一个相对独立的通用部件，即转向架。早期铁道车辆和蒸汽机车的走行部把轮对、轴箱、弹簧等直接安装在车体底架下。
3. 制动装置：由于列车的惯性很大，除机车外每辆车均需设制动装置，这样才能使列车相对同步地制动并在规定的距离内停车。车辆制动方式多种多样，制动装置主要布置在转向架上，详见转向架条目。而空气制动的管路系统则布置在车体底架下。此外，车辆上还设有手制动装置，为货车的编组、调车作业所用，其他车辆的手制动装置作为一种辅助装置以备急需。（中国铁路客车常见于两端车门处，涂以醒目红色）
4. 连接和缓冲装置：主要是不同类型的车钩，包括欧洲国家仍广泛使用的链式车钩及缓冲盘，中国普速铁路使用的郑氏车钩和现代的各种密接式车钩。高速动车组设在车厢之间的阻尼器也应视为这一组成。
5. 车辆内部设备：是一些能良好地为运输对象服务而设于车体内的固定附属装置，如客车上的电气、给水、取暖、通风、空调、坐席、卧铺、行李架等装置。货车由于类型不同，内部设备也因此千差万别，一般来说比客车简单。

## 客車
客車或客車車廂可以有多種內部設計：

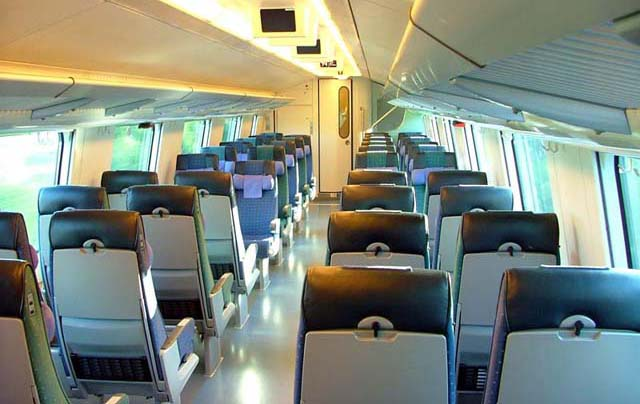
四排式座位冷氣客車

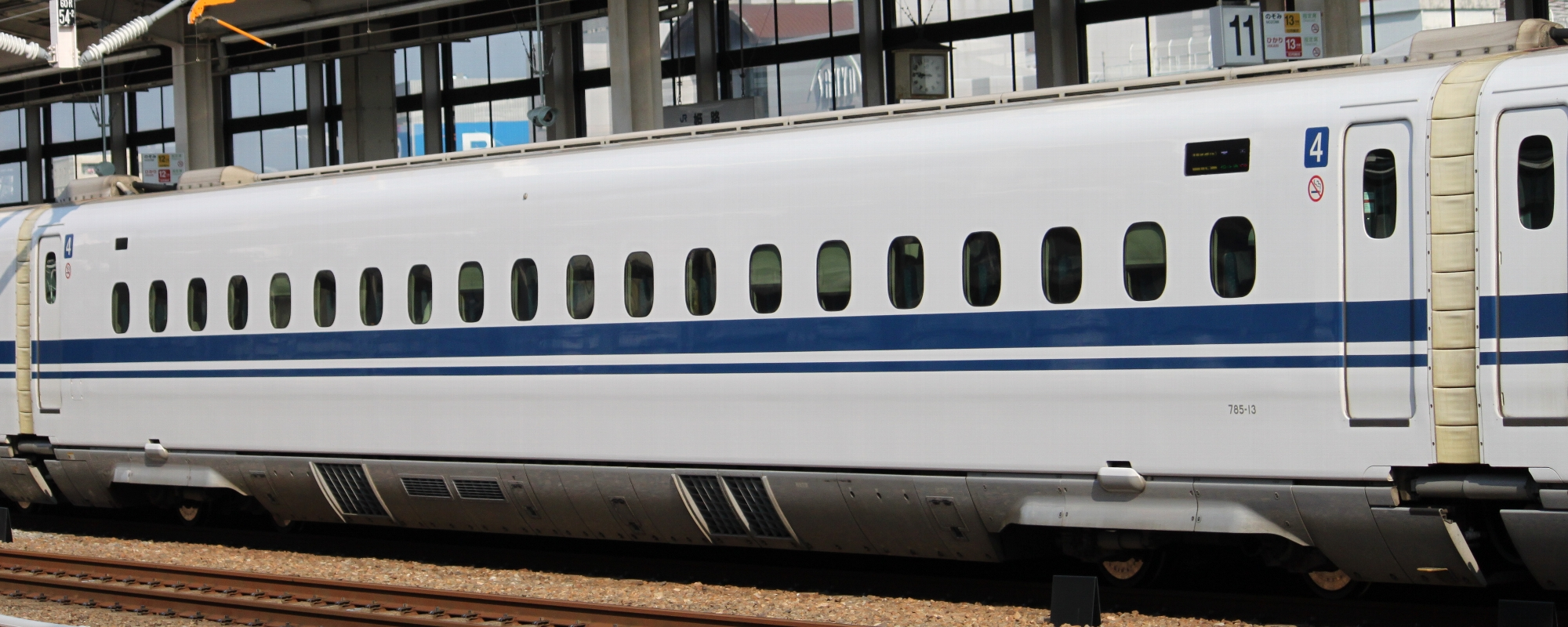
日製N700系客車廂

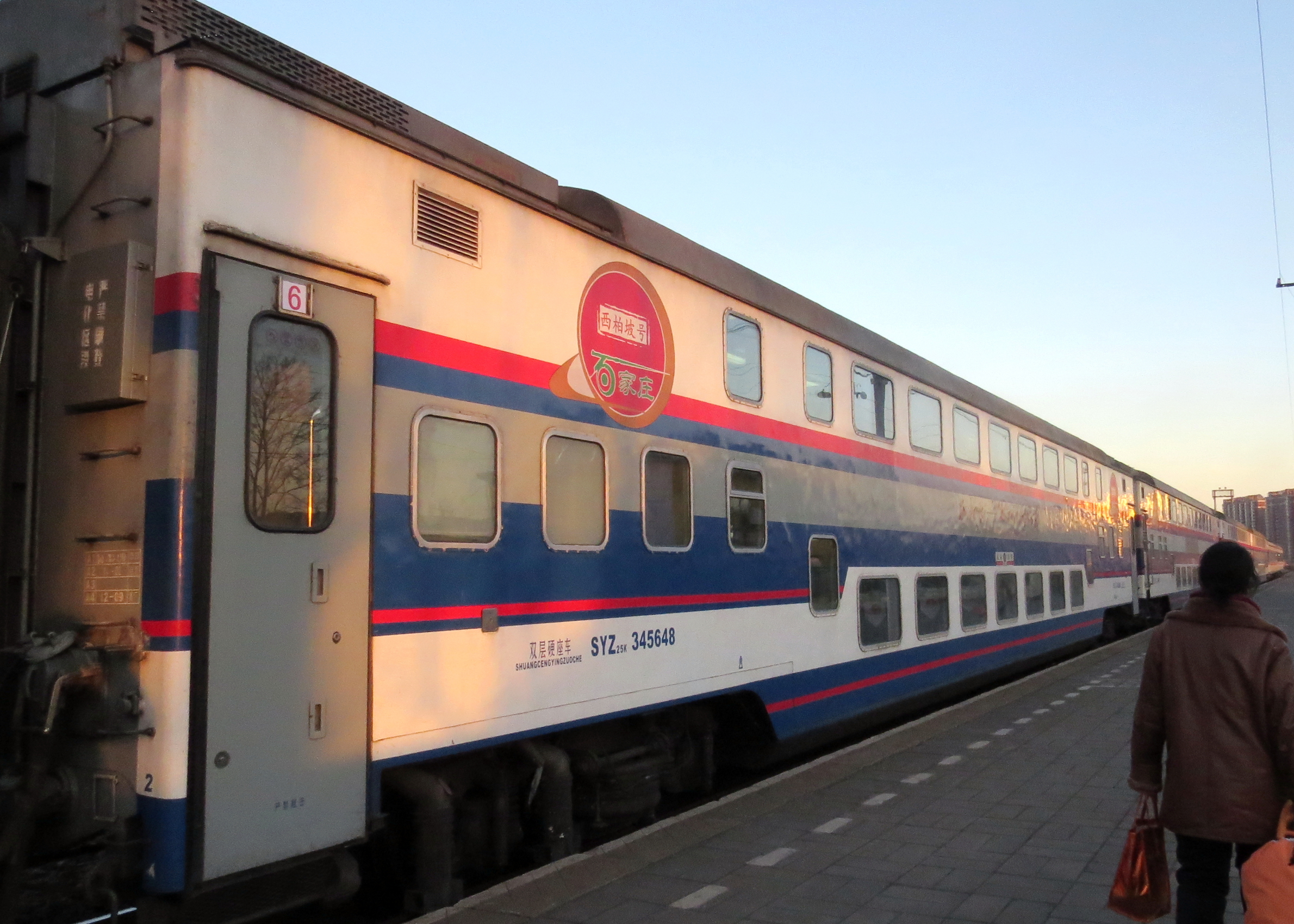
中国铁路25K型双层客车

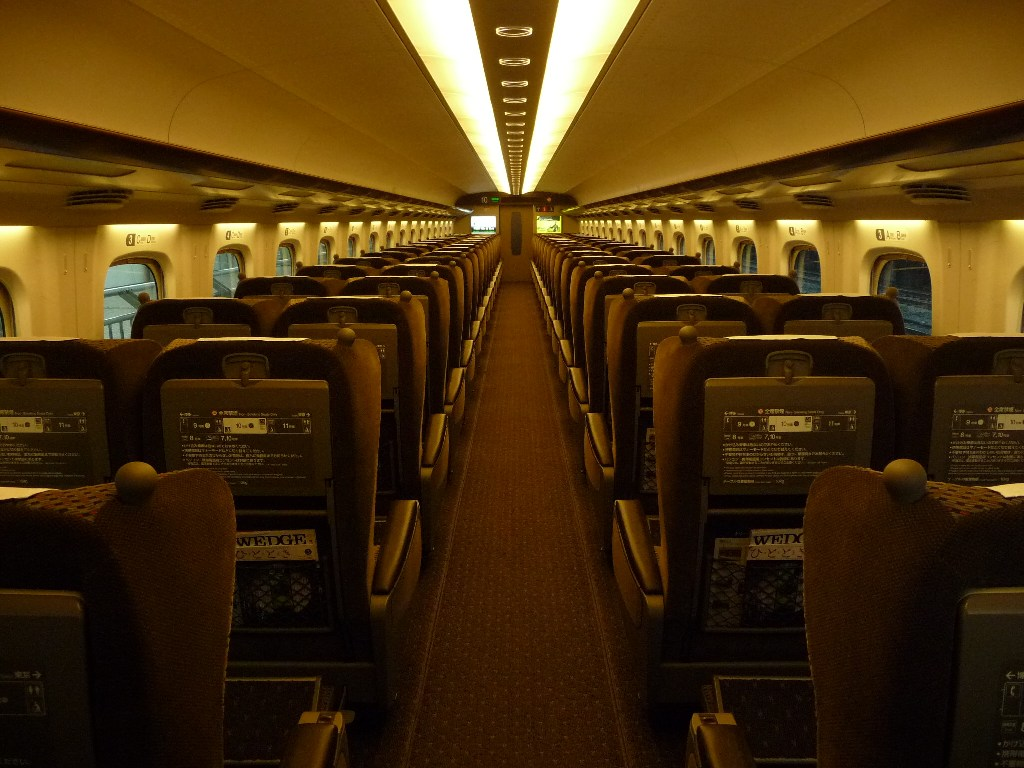
N700系的綠色車廂座椅

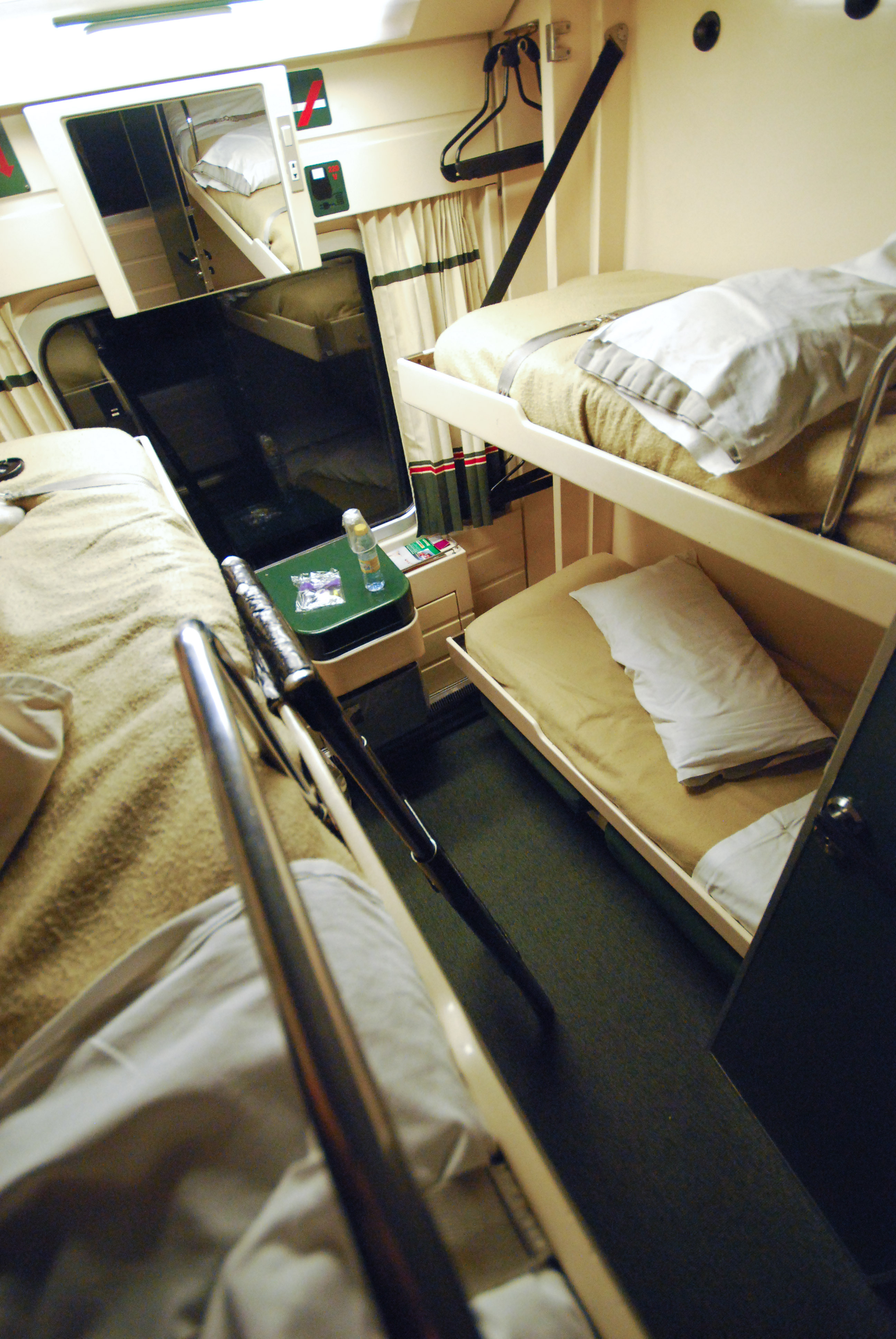
法國软卧车厢

座位通常是橫排三、四或五個；中間有行人走廊。組合可能是 2+1, 2+2 或 3+2。如果座位是面對面的，中間可能有小桌子。面向相同方向的座位，有時使用前面座位背後可摺疊的小桌子。
- 如果座位中間有走廊，座位可能面向相同方向；或每兩行座位面對面坐，組成一組，甚至結合上述兩種座位排定方式，稱為「非」字型。在通勤鐵路或地下鐵路，座位有時是橫向面對中央的走廊。

- 如果走廊是在旁邊的話，車廂多數是間格成小空間，每個有兩行六或八個座位面對面座。

客車一般有空氣調節，或可打開的車窗。（部份有空氣調節的客車為安全考慮，亦有必要時可打開的車窗，稱為「緊急通風窗」）。廁所是很多客車都有的配備，雖然客車廁所所使用的技術很不一樣。
其它種類的客車車廂包括有：餐車、電影院車、迪斯可車等等；通常這些車輛只會掛在長途客車上。可供觀看車外風光的觀光車近年很受歡迎，有些國家特意製造玻璃圓頂的車廂，讓乘客可以仔細觀看車外景色。
卧車一般會有小小的眈室間格讓乘客在晚間睡覺；坐卧两用车(Couchette)則只有最基本，勉強可供躺下睡覺的座位。
亦有客車是雙層的，用以增加載客量。
一個列車組，是指並非臨時集合，而是長時期一起使用的車廂組合。它們只會有在維修廠才會被分開。
車廂之間通常會有有彈性的通道連接，讓乘客或車務人員可以在中間走過。有些車廂的連接通道是全寬的，而且是半永久連接。這樣的列車就好像是一個很長，但是可扭曲的車廂。在市區行駛的地下鐵路經常有這種設計，用來增加載客量。
- 软卧车厢
- 硬卧车厢
- 软座车厢
- 硬座车厢

## 貨車

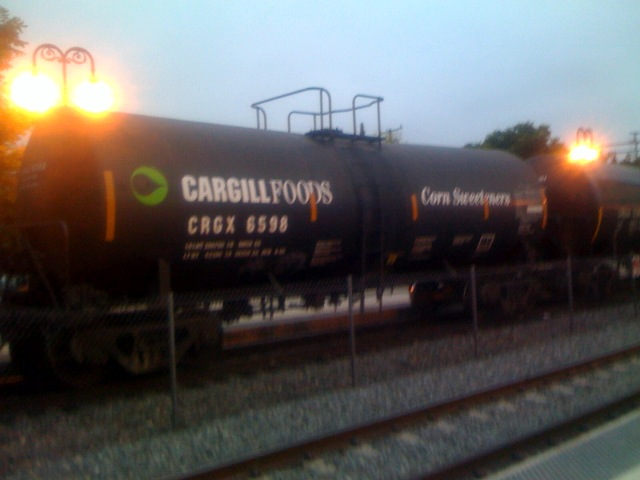
高果糖浆的液態運輸火車

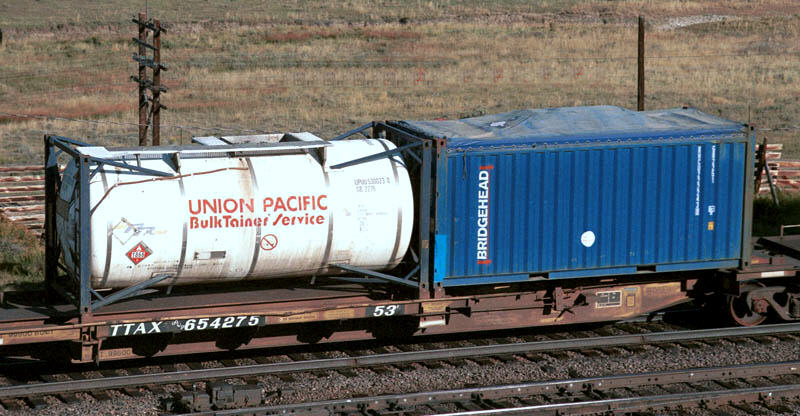
氣態槽和訂製型貨櫃

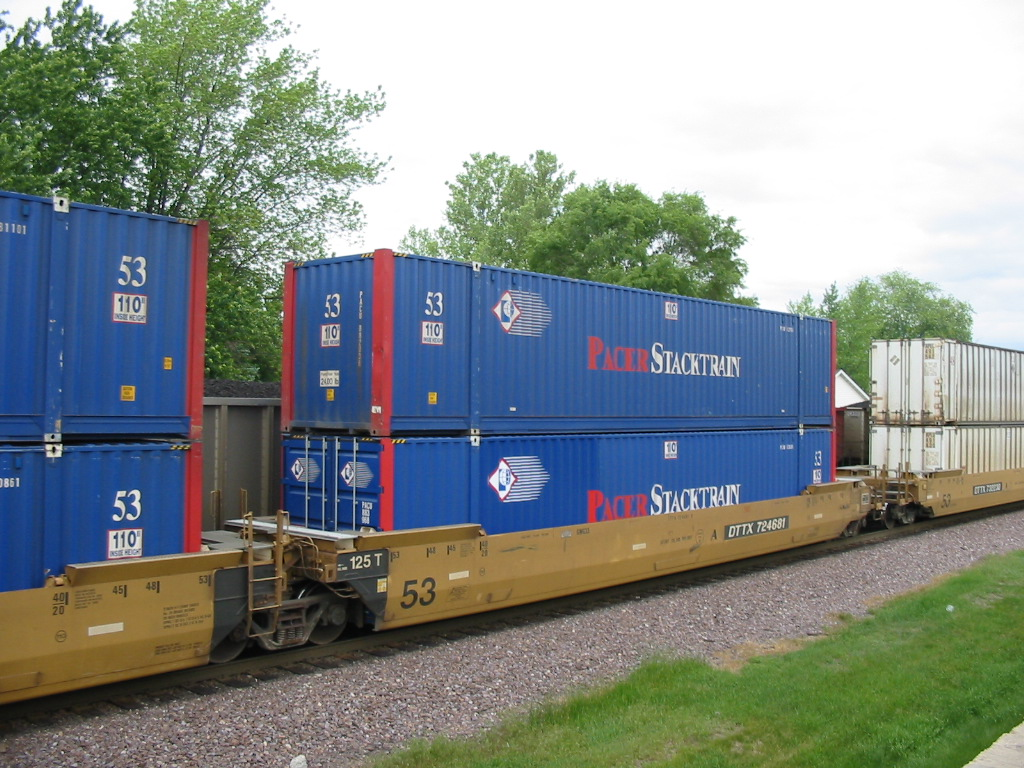
標準貨櫃板車

貨車車廂有很多不同的種類，以適應在不同的場合使用。最初出現的貨車是普通的棚車，車的四面好像是箱子一樣，旁邊有可以打開的敞門。
其它的貨車有：
- 汽車多層平車：特別用來運載汽車的車廂，通常有多層。
- 棚車：棚车是有车顶、四面有侧板的货车车厢，用于运送贵重的、或者怕日晒雨林的货物。必要时也可以运送人员和动物。
- 保温車：帶有冷凍設備，或保温設備的有篷貨車。
- 平車：用來運載不能放入棚車的大型物件。當中低邊平車用來運載特大貨物。隨著集裝箱（貨櫃）運輸的增加，有的平車設計用來專門運載集裝箱，或帶拖車架的集裝箱拖車。有的集裝箱專用平車可以運載雙層集裝箱。以平車載運帶拖車架的集裝箱（貨櫃）的運輸方式，在交通運輸學上被稱為Piggy Back。另有大物車，大物車為特殊型式平車，但其淨空較大，無一般平車普遍，英文稱為Depressed Center Flat Car。
- 敞車：只有在四面有圍板的車箱，用來運載可能滑下車廂的散裝貨物。有時亦用來運載集裝箱。
- 漏斗車：一種特殊的敞車，特點是可以在車廂的底部把貨物卸下。用來運載煤炭、壙砂、穀物、水泥等貨物。有有蓋及無蓋之分。
- 罐車：用來運載各種液體。
- 家畜車：用來運載牲口。
- 长大货物車
- 毒品車
- 粮食車
- 集装箱車
- 矿石車

## 其他車輛
這些車輛並不運載貨物或乘客：
- 守車：一般是掛在貨車的尾部，用來守望車輛及協助剎車；台灣的守車，也出現在客車上。但中国大陆的守车只用于货运列车。
- 維修車：用來維修鐵軌或設備；台灣稱工程車；日本稱事業用車。
- 手動車：車上乘客推動的車輛。
- 特种車

## 軍事車輛
軍事上使用的裝甲列車可能乘載以下各種裝備：
- 火砲：載有火砲及機關槍。
- 步兵：有機關槍及步兵。
- 機槍：專載有機關槍。
- 防空：有高射砲或機關槍。
- 指挥：用來作為指揮中心。
- 反坦克：有反戰車砲，通常有戰車砲砲塔。
- 平車：無裝甲，用來運輸或維修。
- 导弹：使用鐵路車輛發射